# Binsengewächse
Die Pflanzenfamilie der Binsengewächse (in Deutschland und teilweise der Schweiz und Liechtenstein übliche Bezeichnung) bzw. Simsengewächse (in Österreich übliche Bezeichnung) (Juncaceae) gehört zur Ordnung der Süßgrasartigen (Poales). Die meisten der über 400 Arten gehören zu den beiden weltweit verbreiteten (kosmopolitischen) Gattungen der Binsen bzw. Simsen (Juncus) und der Hainsimsen (Luzula). 

## Beschreibung

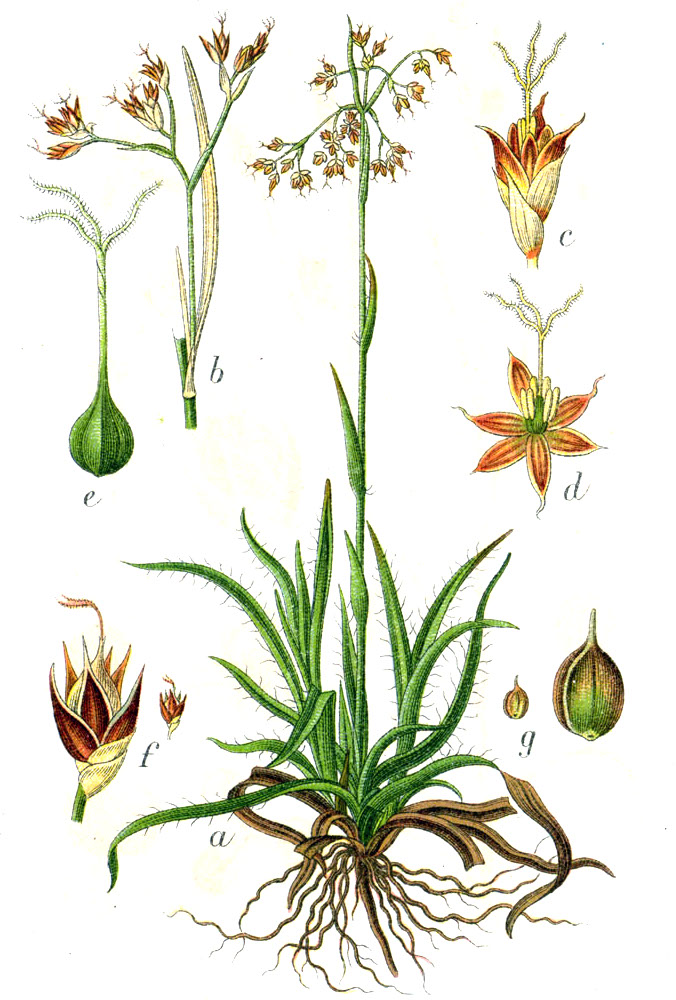
Illustration aus Sturm von Luzula maxima

### Vegetative Merkmale
Unter den Binsengewächsen sind sommergrüne, aber auch viele wintergrüne Arten vertreten. Vorherrschend handelt es sich um ausdauernde krautige Pflanzen, wenige Arten sind einjährig. Die Gattungen der Familie sind im äußeren Erscheinungsbild sehr verschieden. Ihre vegetative Vermehrung erfolgt in der Mehrzahl über Ausläufer (Rhizome). Wenige Arten sind horstwüchsig. Die Arten der Gattung Distichia bilden kompakte Polster.
Die Laubblätter sind überwiegend grundständig und fast immer dreizeilig, selten zweizeilig (Gattung Distichia) angeordnet.
Während die Binsen über meist im Querschnitt runde, oft starr aufrechte, stängelähnliche und kahle Laubblätter verfügen, besitzen die Hainsimsen meist grasartige und oft behaarte Blattspreiten. Die Blattspreiten sind bei den meisten Arten (z. B. Juncus) kahl, im Querschnitt rund oder abgeflacht rund. Die stängelähnlichen Blätter können kompakt mit einem weißen Mark angefüllt und etagenweise durch quer verlaufende Markschichten gegliedert sein. Die Sprossbasis ist oft von spreitenlosen Blattscheiden umhüllt. Diese sind bei den Binsen offen und oben im Übergang zur Spreite häufig geöhrt. Die Blattscheiden der Hainsimsen sind dagegen immer geschlossen. Die Blattspreiten sind flach, grasartig oder höchstens rinnig. Sie sind zumindest im Bereich der Scheidenmündung behaart.

### Generative Merkmale
Die Blüten der Binsengewächse sind in den meisten Fällen zwittrig. Der Blütenstand der Binsengewächse ist eine abgewandelte Form der Rispe, namentlich eine Spirre. Die randlichen beziehungsweise unteren Blüten sind am längsten gestielt, die zentralen oder oberen stehen dagegen gestauchter. Auf diese Weise entsteht ein fast trichterförmiges Gebilde. Mehrere Blüten können zusätzlich knäuelig zusammengefasst sein.

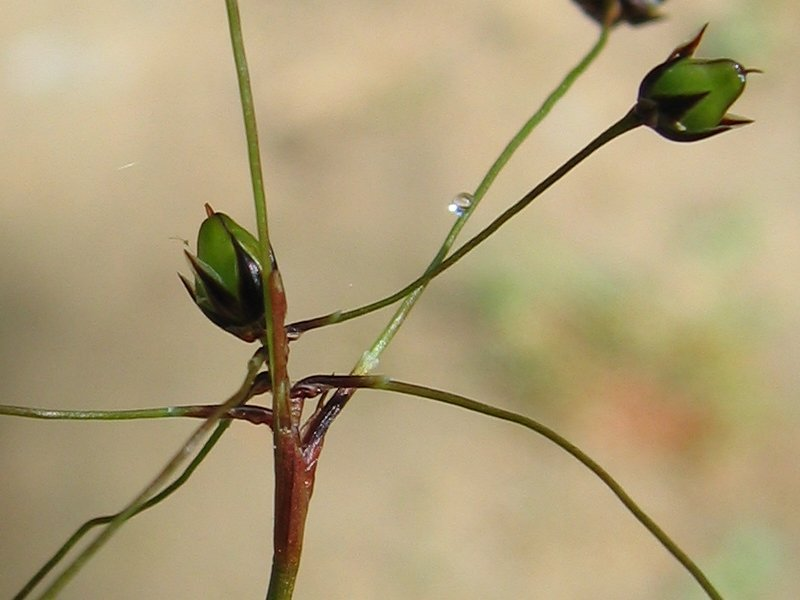
Früchte der Behaarten Hainsimse (Luzula pilosa)

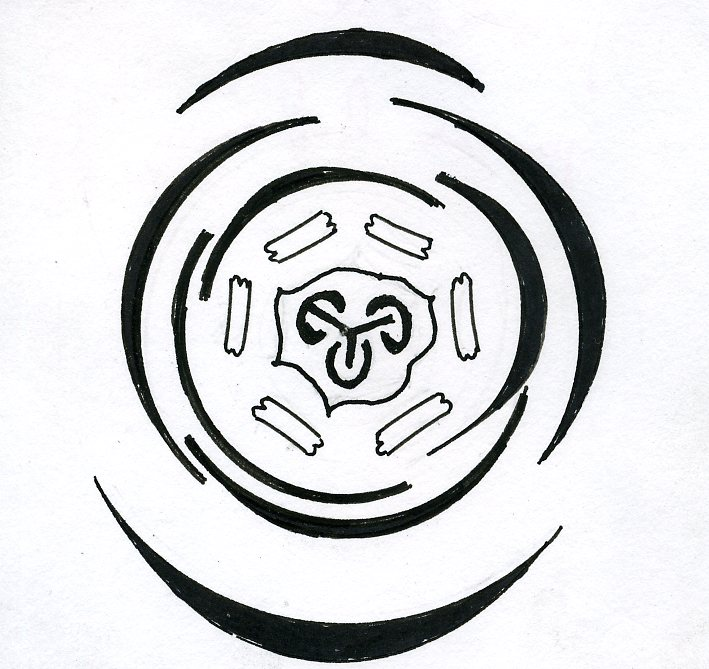
Blütendiagramm von Juncus

Die kleinen Blüten sind im Grundaufbau ähnlich jenen der Liliengewächse (Liliaceae). Die Blütenorgane – sechs Blütenhüllblätter (Tepalen), sechs Staubblätter und drei Fruchtblätter (Karpellen) – sind regelmäßig und meist vollständig ausgebildet. Die Blütenhüllblätter (Perianth) sind zu spelzenartigen Schuppen umgewandelt. Sie sind grün bis braun, purpurn oder schwarz gefärbt, zuweilen auch transparent. Die Zahl der Staubblätter ist selten auf drei reduziert. Die Pollenkörner sind immer in Viererpaketen aggregiert. Die Fruchtknoten sind immer oberständig und enden in drei relativ lange, papillöse, oft eingedreht Narbenäste. 
Der Fruchttyp der Binsengewächse ist die drei- bis mehrsamige Kapselfrucht. Bei den Binsen ist diese mehrsamig und durch innere Rippen (Plazenten) dreiteilig gegliedert. Die Kapseln der Hainsimsen sind einfächrig und tragen im Inneren an der Basis je drei Samen. Während bei den Hainsimsen am Ende der Samen lange weiße Anhängsel (Elaiosomen) vorhanden sind, existieren bei den Binsen nur ausnahmsweise häutige Fortsätze.

## Ökologie
Die Bestäubung erfolgt überwiegend durch den Wind (Anemophilie) oder durch Insekten (Entomogamie). Bei wenigen Arten ist Selbstbestäubung möglich (Autogamie). 
Die Ausbreitung der Samen erfolgt über den Wind (Anemochorie), durch das Anhaften der Früchte im Gefieder oder im Fell von Tieren (Epichorie). Bei den Hainsimsen ist die Ameisenausbreitung (Myrmekochorie) vorherrschend. Die fettreichen Anhängsel der Samen dienen den Ameisen als Nahrung. Die Samen werden in die Ameisenbauten getragen und so an andere Orte verschleppt.

## Standorte
Während die Arten der Gattung Juncus überwiegend feuchte bis nasse Standorte wie Moore, Sümpfe, Gewässerufer oder Feuchtwiesen besiedeln, bevorzugen die Arten der Gattung Luzula trockenere Böden und schattige Standorte wie Wälder und Gebüsche. Letztere sind oft mit ameisenreichen Biotopen assoziiert.

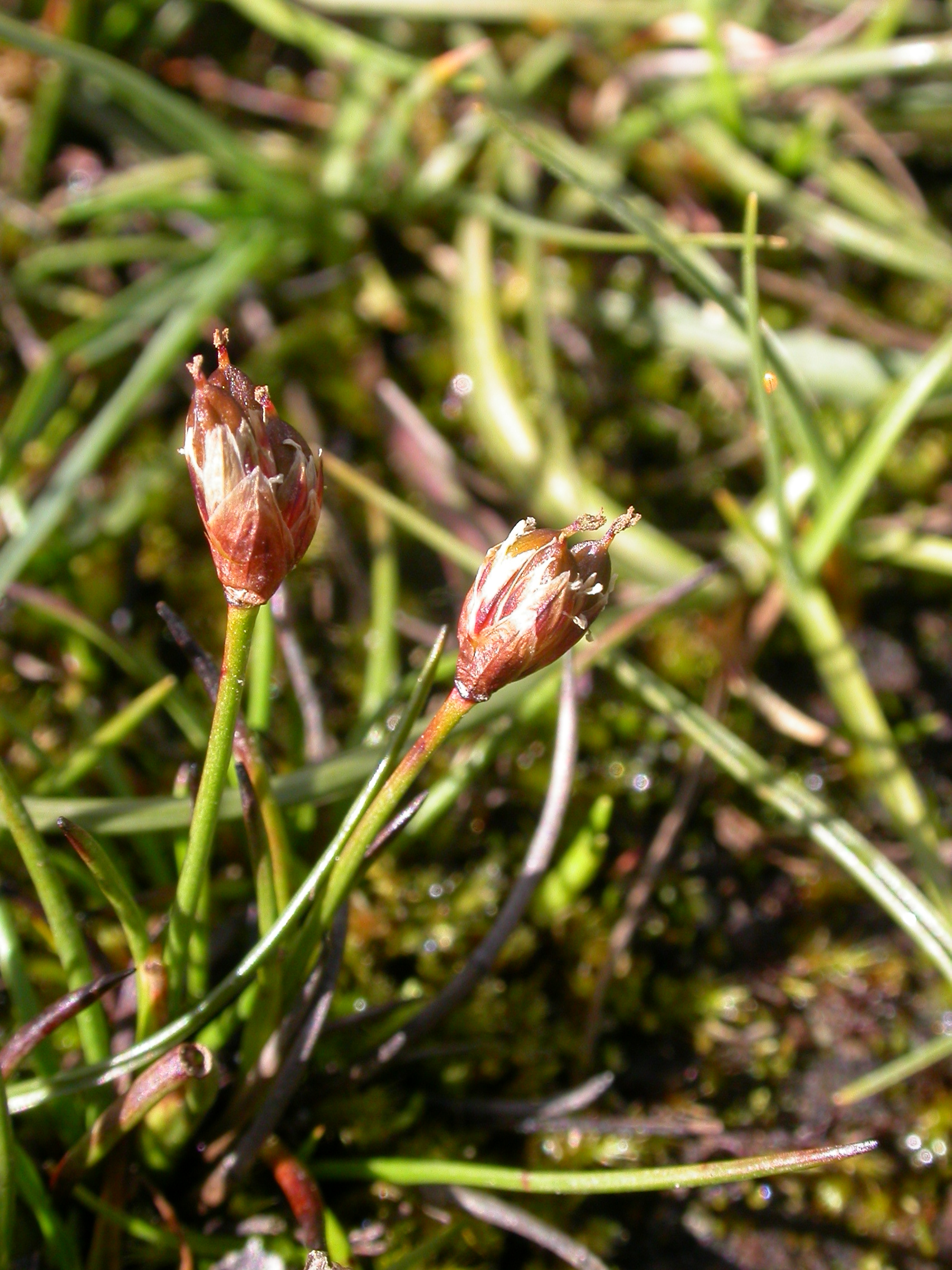
Juncus triglumis

## Systematik und Verbreitung
Die Familie der Juncaceae Juss. nom. cons. wurde 1789 durch Antoine Laurent de Jussieu aufgestellt.
Die Binsengewächse der Gattungen Juncus und Luzula sind weltweit in den gemäßigten und arktischen Regionen beider Hemisphären verbreitet. In den Tropen ist ihr Vorkommen auf die höheren Lagen der Gebirge beschränkt. Die übrigen Gattungen kommen ausschließlich in Südamerika, Marsippospermum und Rostkovia auch in Neuseeland vor.
Die Familie der Juncaceae enthält bis 2023 etwa acht Gattungen mit etwa 430 Arten.
- Distichia Nees & Meyen: Die drei Arten gedeihen in Südamerika von Kolumbien bis ins nördliche Argentinien und Chile.[3]
- Binsen (Juncus L.): Es gibt etwa 300 Arten. Die Gattung ist kosmopolitisch verbreitet.[3]
- Hainsimsen (Luzula DC.): Es gibt etwa 122 Arten.[3] Die Gattung ist kosmopolitisch verbreitet.[3]
- Marsippospermum Desv.: Die etwa vier Arten kommen im südlichsten Südamerika, auf den Falklandinseln und in Neuseeland vor.[3]
- Patosia Buchenau: Es gibt nur eine Art:
  - Patosia clandestina (Phil.) Buchenau: Sie kommt in Bolivien, Chile und Argentinien vor.[3]
- Oreojuncus Záv.Drábk. & Kirschner: Sie wurde 2013 aufgestellt und enthält nur zwei Arten, die von Europa bis Sibirien, Grönland bis ins östliche Nordamerika verbreitet sind.[3]
- Oxychloe Philippi: Die etwa fünf Arten gedeihen in Bolivien, Peru, Argentinien und dem nördlichen Chile.[3]
- Rostkovia Desv.: Die nur zwei Arten kommen in Ecuador, Neuseeland und vom südlichsten Südamerika bis zu den subantarktischen Inseln vor.[3]

Seit Proćków et al. 2023 gibt es sechs Gattungen mehr:
- Agathryon (Raf.) Záveská Drábková & Proćków
- Alpinojuncus Záveská Drábková & Proćków
- Australojuncus Záveská Drábková & Proćków
- Boreojuncus Záveská Drábková & Proćków
- Juncinella (Fourr. ex V.I.Krecz. & Gontsch.) Záveská Drábková & Proćków
- Verojuncus Záveská Drábková & Proćków

## Bilder

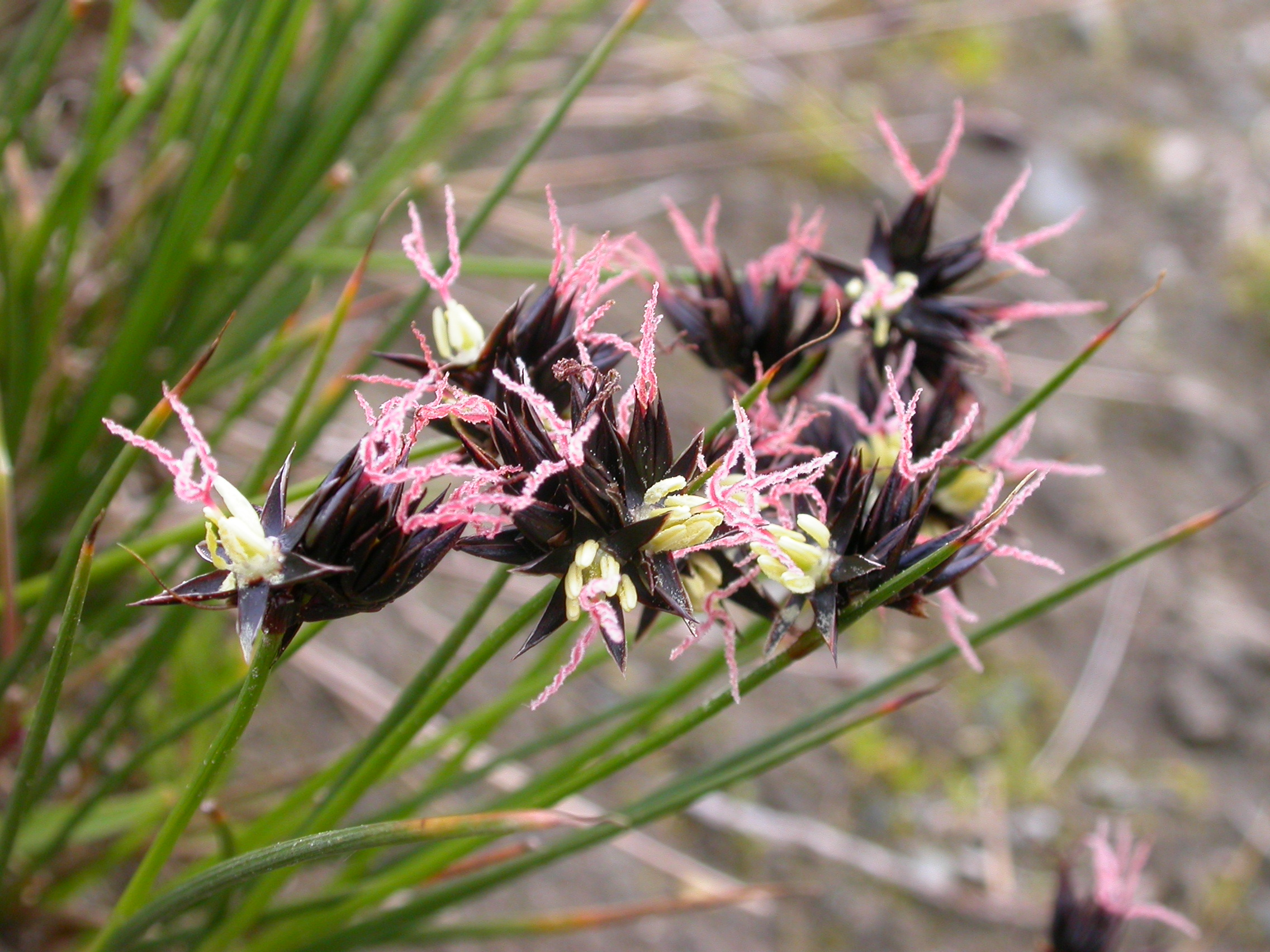
Blütenstand der Gämsen-Binse (Juncus jacquinii)
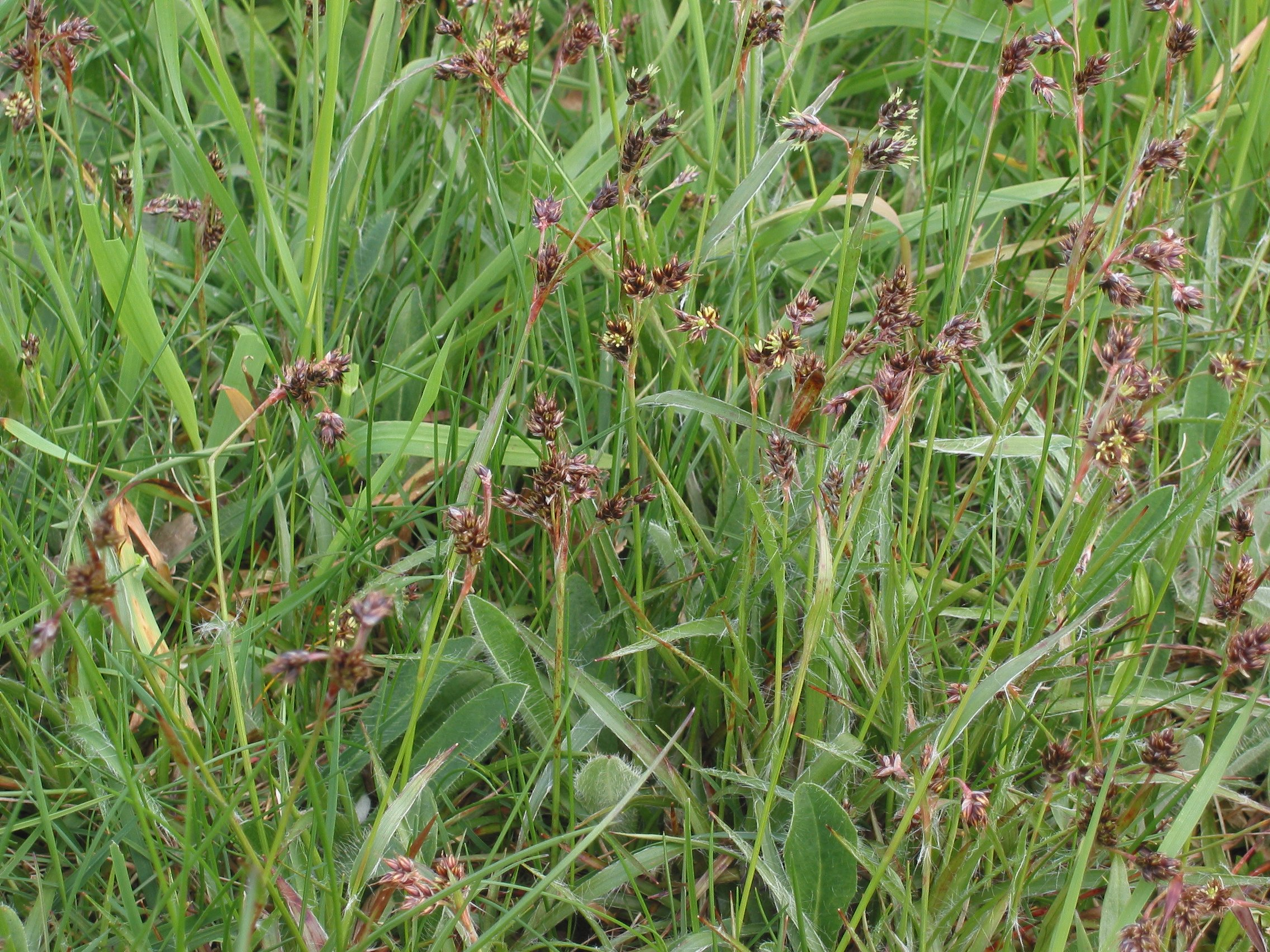
Feld-Hainsimse (Luzula campestris)
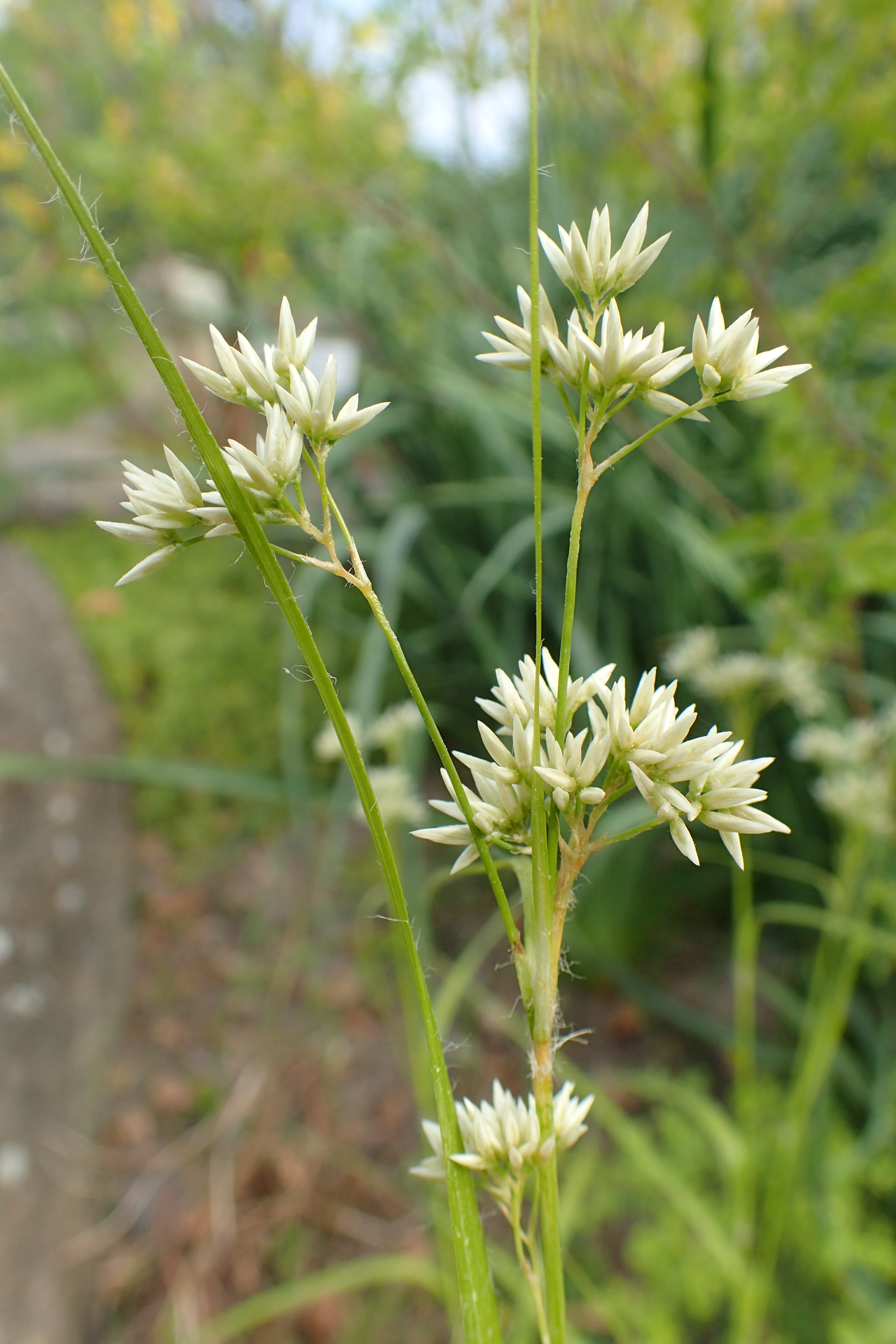
Schnee-Simse (Luzula nivea)
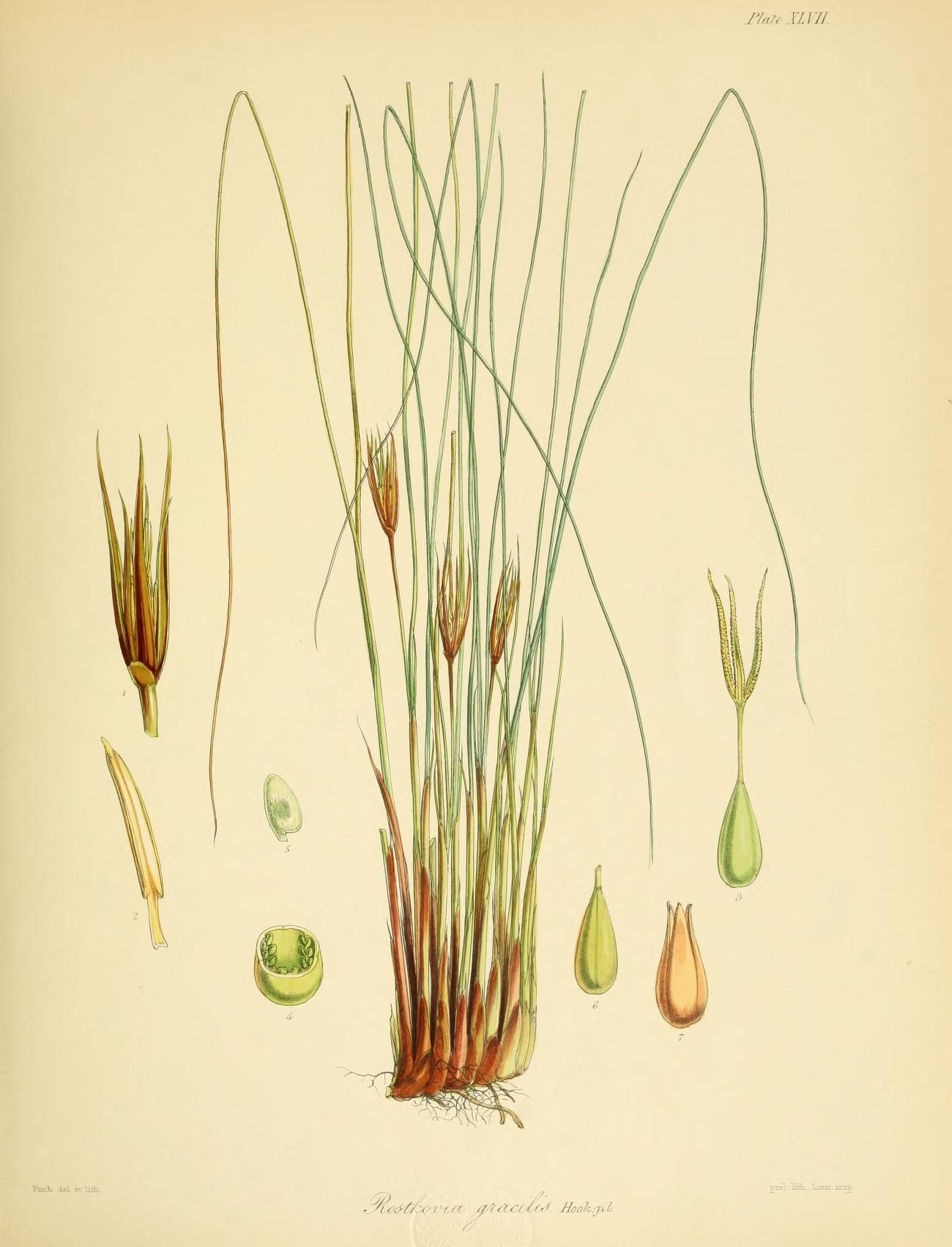
Marsippospermum gracile, Illustration
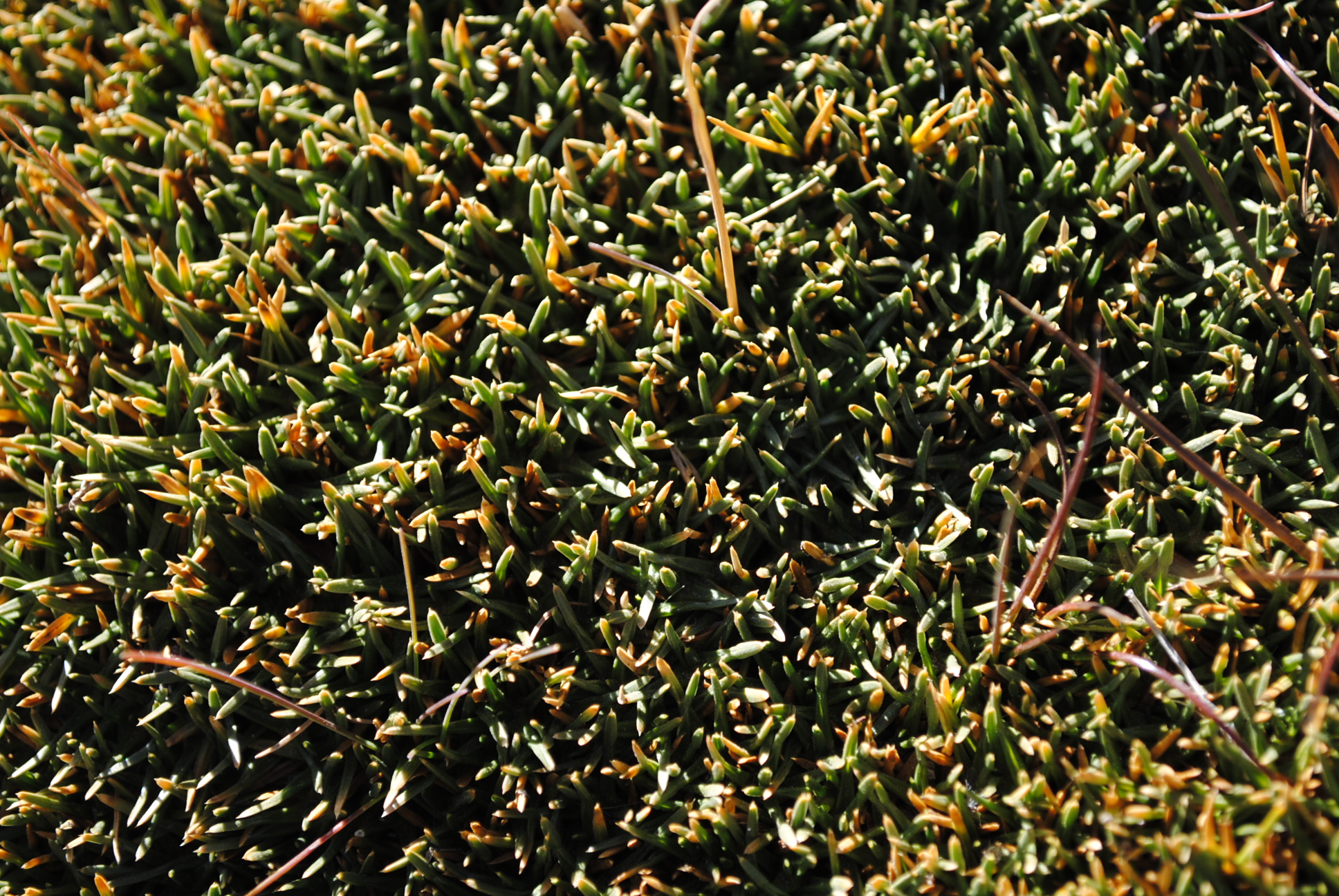
Patosia clandestina in Chile